# Muriel Humphrey

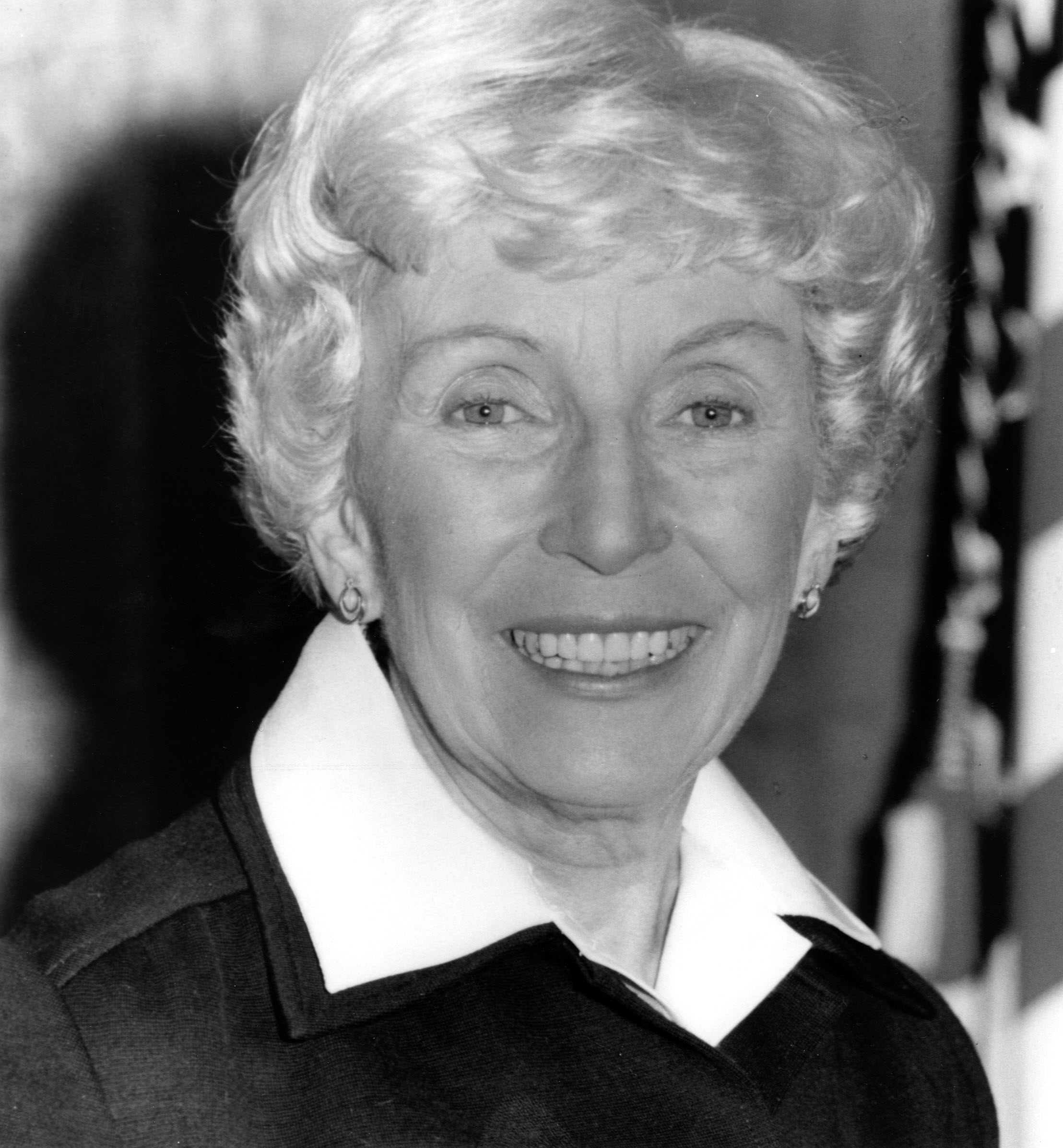
Muriel Humphrey

Muriel Fay Buck Humphrey Brown (* 20. Februar 1912 in Huron, Beadle County, South Dakota; † 20. September 1998 in Minneapolis, Minnesota) war die Ehefrau Hubert H. Humphreys, des ehemaligen Vizepräsidenten der USA, sowie eine US-Senatorin.
Nach Abschluss staatlicher Schulen besuchte sie das Huron College. 1936 heiratete sie Hubert Humphrey. Mit ihm hatte sie drei Söhne und eine Tochter. Als ihr Ehemann im Januar 1978 starb, nahm sie bis zum November desselben Jahres kommissarisch dessen freigewordenen Sitz im US-Senat in Washington, D.C. ein. 1979 heiratete sie erneut. Ihren Lebensabend verbrachte Muriel Humphrey in Plymouth (Minnesota). Beigesetzt wurde sie in Minneapolis.
Ihr Sohn Skip wurde ebenfalls Politiker und amtierte von 1983 bis 1999 als Attorney General von Minnesota. 1998 verlor er die Wahl um den ehemals von seinem Vater und seiner Mutter gehaltenen Senatssitz gegen David Durenberger.